# BRAVE BLADE
『BRAVE BLADE』（ブレイブブレイド）は、2000年にライジングが開発し、ナムコより発売されたアーケード版シューティングゲーム。

## 概要
中世の騎士をモチーフにした弾幕系シューティングゲーム。

## システム
8方向レバーで自機の移動と、3ボタンで操作する。Aボタンは通常のショット、Bボタンはナイトモードに変更して接近攻撃を行う。Bボタンを押しっぱなしにするとガードすることができるが、左下にあるゲージが設けられていて、これがなくなるとガードブロークンになるが、その状態で攻撃を受けるとミスになる。敵を破壊することでゲージが早く回復する。CボタンはゲージがMAXのときに発動できるコア覚醒で一定時間無敵になる。ただし一定時間が経過するとガードブロークン状態でシールドを失ってしまう。

## 登場機体
| スタブアイコン | サブスタブ | この項目は、まだ閲覧者の調べものの参照としては役立たない、コンピュータゲームに関連した書きかけの項目です。この項目を加筆・訂正などしてくださる協力者を求めています（P:コンピュータゲーム/PJ:コンピュータゲーム）。 |